# リー・ライアン

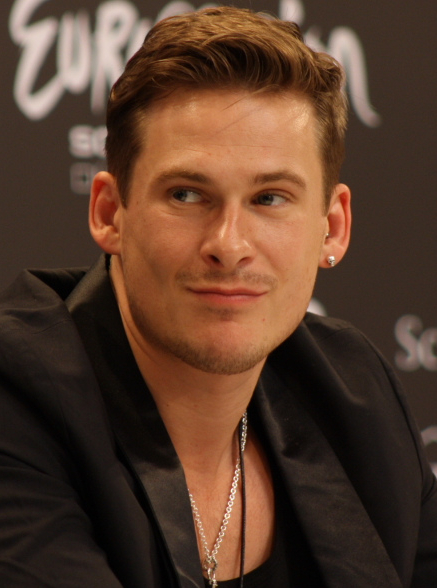
リー・ライアン

リー・ライアン（Lee Ryan、1983年6月17日 - ）は、イギリスの歌手。 人気グループ、ブルーのメンバー。

## 来歴
リーは5歳の時に両親が離婚しており、母親と暮らすようになる。このとき同時に学習障害の一種であるディスレクシアに苦しんでいた。2001年、18歳の時にブルーのメンバーとなり活動休止する2005年までメインヴォーカルを務めることが多かった。詳しくは、ブルーを参照のこと。
活動休止後、ソロ活動を始める。
2006年、音楽業界やマスコミによって選出される、その年1年におけるワースト･ミュージックに贈られるナオミ・アワーズで、Worst British Male Solo Artist賞がリーへ贈られた。

## ソロ活動
リーは2005年7月18日にソロデビューシングル、"Army of Lovers"をリリース。UKチャート3位を記録し、イタリアチャートでは1位をマークした。 
同年8月1日、デビューアルバム"Lee Ryan"をリリースし、UKアルバムチャート6位、イタリアチャート3位を記録。特にイタリアではトップ10に5週間とどまった。
10月10日、セカンドシングル、"Turn Your Car Around"をリリースしたがプロモーション活動を積極的に行えなかったのでUKチャート12位にとどまった。また、2006年1月には3枚目のシングル、"When I Think of You"をリリースしたが、これもUKチャート15位におわる。
デビューアルバムに同じく収録されている"Real Love"は映画『アイス・エイジ2』に使用され、また"How Do I"のビデオは彼のウェブサイトでリー自身が撮影したものをファンに感謝の意を込めて公開している。また、ブルーとしてリリースしたヒット曲、"Breathe Easy"もリーがビデオ撮影に加わった。 
2005年の終りにドルチェ&ガッバーナと契約した。

### 2枚目
ソロ活動をしていた時はソニーBMGと契約をしていたが、意見の違いから現在はブルーとしてグループ活動をしていたときに契約していたEMIと契約を結んでおり、現在はこのレーベルの下で2枚目のアルバムを制作中である。
ソロ活動に関してはエルトン・ジョンからアドヴァイスを受けていたとされS Club 7のメンバーであったジョー・オメアラとも一時期活動していた。
リーのMySpaceによると次のシングルは"Reinforce Love"であると発表され、2006年12月10日にリリースされた。しかし、UKチャート最高101位とブルーのどのメンバーよりも売り上げが悪いものとなってしまった（ブルーのメンバー全員はソロ活動をしていた）。

### コンフェッションズ
2010年10月に自身3枚目のソロアルバム、「コンフェッションズ」がリリースされる予定であった。5月にシングル、「秘密の恋心―シークレット・ラヴ」がプロモーションが十分できていなかったため、リリースが延期になった。その後、ようやくダブルAサイドとして「秘密の恋心/俺は腐っても俺―シークレット・ラブ/アイ・アム・フー・アイ・アム」を7月4日にリリース。しかし、プロモーションに力を入れたもののUKシングルチャート33位に終わり、契約していたGeffenレコードがアルバム発売を前にしてリーとの契約を解除した。それに伴いアルバムに収められる予定であった曲をすべてインターネットで無料で公開する予定であった。しかしファンによる働き（主にフェイスブックでの署名活動）によってGeffenレコードと再契約し、2011年1月31日にアルバムが発売予定である。

## 不祥事
2007年12月31日、タクシードライバーに暴行をふるい逮捕、2008年1月に出所している。

## ディスコグラフィ

### アルバム
- リー・ライアン — (2005) UK6位、イタリア3位、ドイツ79位
- コンフェッションズ

### シングル
| 年   | タイトル                    | 最高位     | 最高位         | 最高位   | 最高位 | アルバム           |
| 年   | タイトル                    | UKシングル | UKダウンロード | イタリア | ドイツ | アルバム           |
| ---- | --------------------------- | ---------- | -------------- | -------- | ------ | ------------------ |
| 2005 | "Army of Lovers"            | 3          | 17             | 1        | 29     | リー・ライアン     |
| 2005 | "Turn Your Car Around"      | 12         | 22             | 2        | 52     | リー・ライアン     |
| 2005 | "When I Think of You"       | 15         | 29             | —        | —      | リー・ライアン     |
| 2006 | "Real Love"                 | —          | —              | —        | 56     | リー・ライアン     |
| 2007 | "Reinforce Love"            | 101        | —              | —        | —      | N/A                |
| 2010 | "I Am Who I Am/Secret Love" | 33         | —              | —        | —      | コンフェッションズ |